# Olympische Sommerspiele 1904/Leichtathletik – 110 m Hürden (Männer)
Der 110-Meter-Hürdenlauf der Männer bei den Olympischen Spielen 1904 in St. Louis wurde am 3. September 1904 im Francis Field ausgetragen. Die Sieger und Zweitplatzierten beider Vorläufe kamen ins Finale. Über die Anzahl der Teilnehmer differieren die Aussagen in den hier verwendeten Quellen. Auf der IOC-Seite ist nichts dazu ausgeführt, SportsReference zählt sechs Starter namentlich auf, bei Kluge sind es sieben. Zur Megede spricht von acht Athleten ohne jedoch eine namentliche Benennung.
Ins Finale schafften es nur US-Amerikaner. Olympiasieger wurde Fred Schule, Thaddeus Shideler gewann Silber, Bronze ging an Lesley Ashburner.

## Rekorde
Die damals bestehenden Weltrekorde waren noch inoffiziell.
| Weltrekord         | 15,2 s | Alvin Kraenzlein | USA | Chicago (USA), 18. Juni 1898         |
| Olympischer Rekord | 15,4 s | Alvin Kraenzlein | USA | Finale OS Paris (FRA), 14. Juli 1900 |

## Ergebnisse

### Vorläufe
3. September 1904

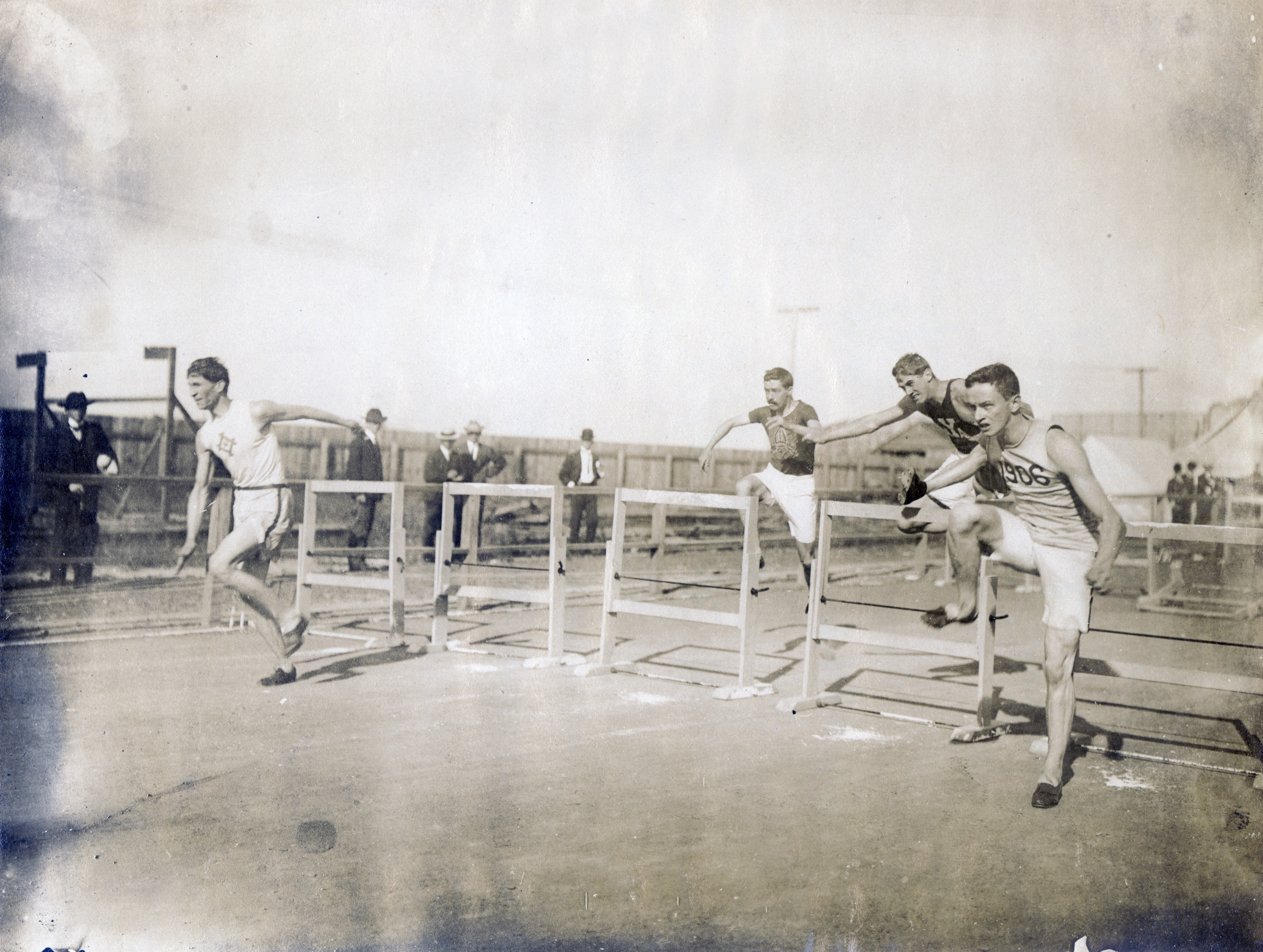
Zieleinlauf des ersten Vorlaufs: Fred Schule (links) vor Lesley Ashburner (rechts), Ward McLanahan (Zweiter von rechts) und Corrie Gardner (Zweiter von links)

Die Vorlaufresultate sind nur bei SportsReference und Kluge aufgelistet, sie unterscheiden sich fast gar nicht. Zur Megede führt aus, dass die Siegerzeit in beiden Vorläufen 16,2 s lautet, was sich mit den Angaben bei SportsReference und Kluge deckt.

#### 1. Vorlauf
| Platz | Athlet           | Land       | Zeit (s) | Zeit (s)         |
| Platz | Athlet           | Land       | Kluge    | SportsReference  |
| ----- | ---------------- | ---------- | -------- | ---------------- |
| 1     | Fred Schule      | USA        | 16,2     | 16,20000000000   |
| 2     | Lesley Ashburner | USA        | k. A.    | k. A.            |
| 3     | Ward McLanahan   | USA        | k. A.    | k. A.            |
| 4     | Corrie Gardner   | Australien | k. A.    | 16,4 (geschätzt) |

#### 2. Vorlauf
| Platz | Athlet            | Land       | Zeit (s) | Zeit (s)                 |
| Platz | Athlet            | Land       | Kluge    | SportsReference          |
| ----- | ----------------- | ---------- | -------- | ------------------------ |
| 1     | Frank Castleman   | USA        | 16,2     | 16,2                     |
| 2     | Thaddeus Shideler | USA        | k. A.    | k. A.                    |
| 3     | Leslie MacPherson | Australien | k. A.    | Starter nicht aufgeführt |

In der Vorrunde ausgeschiedene Hürdensprinter:

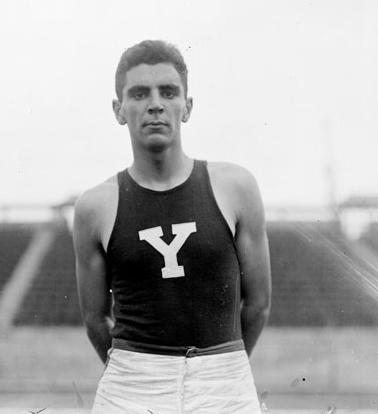
Ward McLanahan – Dritter des ersten Vorlaufs, im Stabhochsprung auf Rang vier
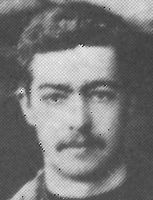
Corrie Gardner – Vierter des ersten Vorlaufs, auch Teilnehmer im Weitsprung

### Finale
3. September 1904
Die Reihenfolge ist in allen hier eingesetzten Quellen gleichlautend. Lediglich bei den Zeitangaben gibt es unwesentliche Unterschiede – wie in der Tabelle unten dargestellt.
| Platz | Athlet            | Land | Zeitangabe                          | Zeitangabe       |
| Platz | Athlet            | Land | Kluge – IOC-Seite – SportsReference | zur Megede       |
| ----- | ----------------- | ---- | ----------------------------------- | ---------------- |
| 1     | Fred Schule       | USA  | 16,0                                | 16,00000000000   |
| 2     | Thaddeus Shideler | USA  | 16,3                                | 16,3 (geschätzt) |
| 3     | Lesley Ashburner  | USA  | 16,4                                | k. A.            |
| 4     | Frank Castleman   | USA  | k. A.                               | k. A.            |

Fred Schule und Frank Castleman, die ihre Vorläufe jeweils in 16,2 s gewonnen hatten, gingen als Favoriten in dieses Finale. Schule startete schlecht, kämpfte sich aber nach vorne. Castleman kollidierte mit einer Hürde und strauchelte. Dadurch verlor er seinen Rhythmus und kam als Vierter ins Ziel. Fred Schule wurde Olympiasieger mit klarem Vorsprung vor Thaddeus Shideler und dem drittplatzierten Lesley Ashburner.
An Alvin Kraenzleins olympischen Rekord von 15,4 s aus dem Jahr 1900 kam Fred Schule bei Weitem nicht heran.

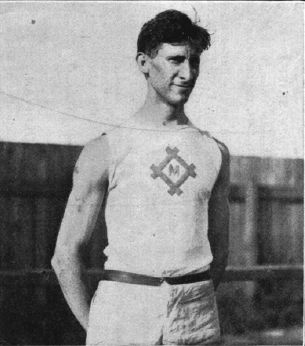
Olympiasieger Frederick Schule
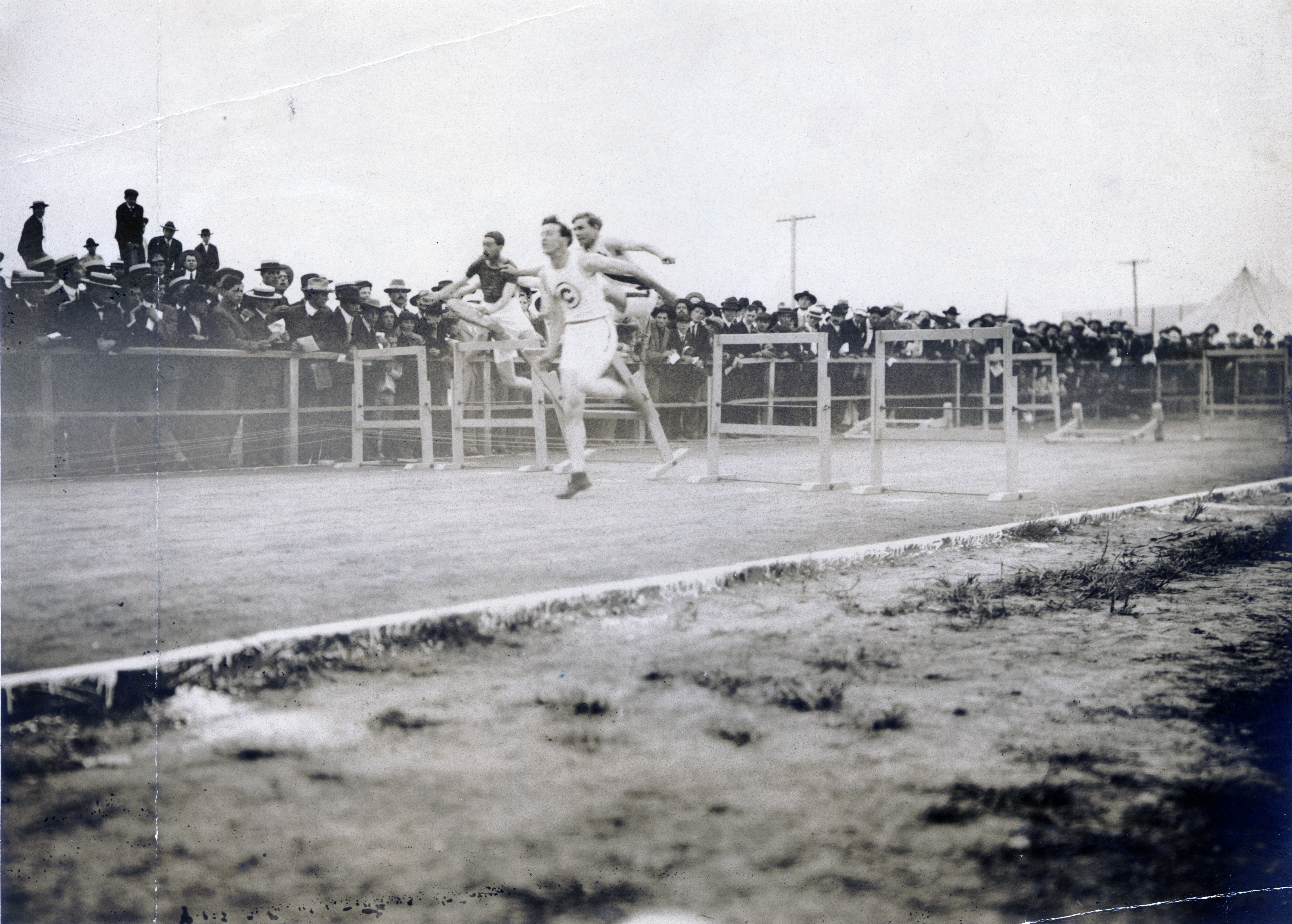
Der Olympiazweite Thaddeus Shideler – hier als Sieger eines der nichtolympischen Handicap-Rennen von St. Louis
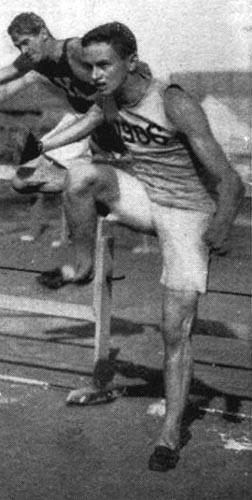
Bronzemedaillengewinner Lesley Ashburner
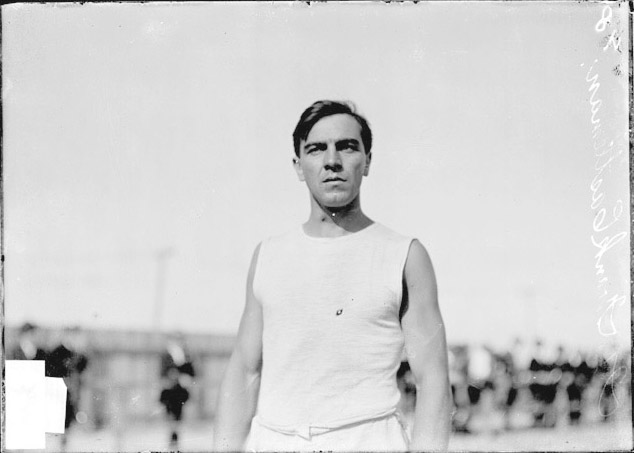
Der Olympiavierte Frank Castleman